# Phil Klein
Pour les articles homonymes, voir Klein.
Phil William Klein (né le 30 avril 1989 à Columbus, Ohio, États-Unis) est un lanceur de relève droitier des Ligues majeures de baseball jouant avec les Rangers du Texas.

## Carrière
Joueur des Penguins de l'université d'État de Youngstown dans l'Ohio, Phil Klein est repêché par les Rangers du Texas au 30e tour de sélection en 2011. Klein est un lanceur droitier mesurant 2 mètres (6 pieds et 7 pouces). 
Klein est rappelé des ligues mineures le 31 juillet 2014. Il connaît alors une brillante saison partagée entre les RoughRiders de Frisco, club-école Double-A des Rangers dans la Ligue du Texas, et l'Express de Round Rock, leur club-école Triple-A dans la Ligue de la côte du Pacifique : sa moyenne de points mérités ne s'élève qu'à 0,52 en 51 manches et un tiers lancées, il compte 70 retraits sur des prises et l'adversaire ne frappe que dans une moyenne au bâton de ,132 contre lui. Il s'amène dans les majeures fort d'une séquence de 35 manches sans accorder de point, et n'a toujours pas donné un seul coup sûr de plus d'un but en 2014. Il fait ses débuts dans le baseball majeur avec les Rangers le 1er août 2014. Il est accueilli dans les majeures par un circuit de Lonnie Chisenhall des Indians de Cleveland.